# Tele Cartagena
Cartagena Televisión, popularmente conocida como TeleCartagena, es una cadena de televisión privada de España que centra sus emisiones en la ciudad de Cartagena, en la Región de Murcia. Además de los contenidos televisivos, la empresa responsable del canal,  TeleCartagena ofrece contratos de telefonía fija, móvil, televisión por cable e Internet. Tradicionalmente, TeleCartagena ofrecía cobertura dentro de la ciudad de Cartagena y algunos barrios céntricos, mientras su principal competidor, Cartago Telecom –antigua CNB Televisión, surgida de la fusión de varios operadores de video comunitario– cubría la periferia y barrios adyacentes. 
La cadena comenzó sus emisiones el 18 de diciembre de 1987 en los estudios de la Avenida de la reina Victoria Eugenia, para trasladarse en 1994 a la calle de Carmen Conde, siendo director de la misma Francisco Escudero de Castro. Entre los hitos informativos de la cadena se encuentra la entrevista en 1995 a representantes del colectivo bahaísta, quienes profesan una confesión con presencia en la ciudad. Dentro de su programación destacan el informativo diario y el resumen semanal, así como programas deportivos –Rectángulo de juego, Con las botas puestas– y de reporterismo –Cartagena habla–, además de las retransmisiones íntegras de las procesiones de Semana Santa y las fiestas populares de Carthagineses y Romanos. De 2011 a 2018 contó con un segundo canal llamado TeleCartagena2, a través del cual los espectadores podían hacer llegar sus vídeos e imágenes a través de Facebook para ser difundidos en el canal, pero en 2016 pasó a ser un canal con contenido de archivo, en conmemoración del 30 aniversario del operador.

## Programas en emisión
- Cartagena Noticias
- Resumen semanal
- Escuela de sabor
- Rectángulo de juego
- Cartagena habla
- Mujeres que mueven el mundo
- El santo al cielo
- Partida nueva
- Conoce CT, conóceles
- Con las botas puestas
- Categoría Mayores
- Cosas Asombrosas
- Historias de Moda
- Chef Pacuco